# Anton Mang
Anton "Toni" Mang, född 29 september 1949 i Inning am Ammersee, är en tysk roadracingförare som var aktiv i VM från 1975 till 1988. Mang har fem VM-titlar: Roadracing-VM 1980 vann han 250GP, Roadracing-VM 1981 både 350GP och 250GP, Roadracing-VM 1982 i 350GP på Kawasaki och slutligen Roadracing-VM 1987 i 250GP på Honda. Han kan sägas vara regerande världsmästare i 350GP eftersom han vann sista året klassen kördes. Mang vann 42 Grand Prix-segrar varav 8 i 350GP, 33 i 250GP och 1 i 125GP. Första segern kom i Västtysklands Grand Prix 1976 i 125-klassen och den sista i Japans Grand Prix 1988 i 250-klassen.